# Macho peruano que se respeta
Macho peruano que se respeta es una comedia peruana de 2015, protagonizada por el actor cómico  Carlos Vílchez. Fue escrita y dirigida por Carlitos Landeo. Se estrenó el 21 de mayo de 2015 en los cines peruanos.

## Sinopsis
Máximo Arriola (Carlos Vílchez) es un conquistador, aliancista y dentro de su carismático y popular barrio de la cerca se le conoce como un verdadero «macho que se respeta», sin embargo es de mil oficios que va de mal en peor. Con tan buena reputación, uno de sus amigos y discípulos le hará una apuesta que no podrá rechazar: enamorar a la nueva vecina Carol (Leysi Suárez), quien es conocida como la mujer más difícil; lograrlo significaría saldar la deuda de su taller y ganar más reputación. Pero Máximo se siente fuertemente atraído por Sarita (Tití Plaza), la presidiaria más dulce que ha conocido en la cárcel Santa Mónica, lo que lo obliga a llevar una doble vida, entre ser un casanova o actuar como un verdadero enamorado.

## Elenco
Los actores que participan en esta película son:
- Carlos Vílchez
- Tití Plaza
- Leysi Suárez
- Karen Dejo
- Rodolfo Carrión «Felpudini»
- Nico Ames
- Amparo Brambilla
- Haydeé Cáceres
- Nancy Cavagnari
- Dante del Águila

## Producción

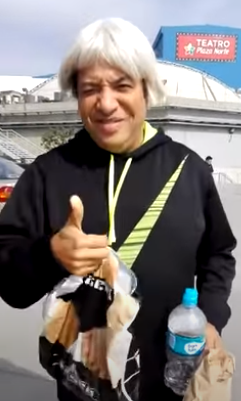
Carlos Vílchez (2016) es protagonista de la película, quién encarnaría a Máximo Arriola.

Esta película es la ópera prima de Carlos Landeo como director de cine, tras haber trabajado como asistente. Como parte de su debut quería contar con el actor cómico Carlos Vílchez, a quién aprovecharía su fama por sus participaciones en los programas cómicos de Jorge Benavides y el personaje de «La Carlota», siendo una figura de la televisión peruana.
El rodaje comenzó a grabarse en el año 2014 con todo el elenco completo y se concluyó a fines de año.

## Recepción
En abril de 2015, se estrenó el avance oficial del largometraje, siendo previsto su estreno para el 21 de mayo de ese año.
En su primer fin de semana en los cines, la película atrajo a más de 70.000 espectadores, el número aumentó a 180.000 para su segunda semana en los cines. Sin embargo, la película no se salvó de la crítica debido a la baja calidad de la producción y la presencia de cómicos en el cine.